# Pajay
Pajay ist eine französische Gemeinde mit 1.052 Einwohnern (Stand: 1. Januar 2022) im Département Isère in der Region Auvergne-Rhône-Alpes. Sie gehört zum Arrondissement Vienne, zum Kanton Bièvre und zum Gemeindeverband Bièvre Isère. Die Einwohner werden Pajaytois genannt.

## Geografie
Pajay liegt zwischen den flachen Landschaften Plateau de Bièvre im Osten und Plaine de Champlard im Westen, 30 Kilometer südöstlich von Vienne. Umgeben wird Pajay von den Nachbargemeinden Pommier-de-Beaurepaire im Westen und Norden, Faramans im Nordosten, Penol im Nordosten und Osten, Marcilloles im Osten und Südosten, Thodure im Südosten sowie Beaufort im Süden.

## Bevölkerungsentwicklung
| Jahr                       | 1962 | 1968 | 1975 | 1982 | 1990 | 1999 | 2011 | 2021 |
| Einwohner                  | 490  | 583  | 706  | 798  | 736  | 796  | 1072 | 1086 |
| Quellen: Cassini und INSEE |      |      |      |      |      |      |      |      |

## Sehenswürdigkeiten
- Kirche Sainte-Catherine
- Kapelle Notre-Dame-d’Espérance im Ortsteil Le Truchaud